# 2014년 그로즈니 충돌
2014년 그로즈니 충돌(러시아어: Нападение боевиков на Грозный (2014))은 2014년 12월 4일 지하디스트 조직인 캅카스 에미레이트가 러시아 체첸 공화국 그로즈니 외곽의 국가도로교통안전국 검문소를 공격한 사건이다. 민병대는 이후 도시에 진입하여 도시 중심의 "프레스 하우스" 건물과 인근 학교를 장악했다.
BBC에 따르면, 이슬람주의자는 지역 경찰이 무슬림 여성에 대한 공격을 시작하여 그에 대한 보복으로 공격했다고 말했다.

## 연표
2014년 12월 4일, 3개 차량에 탄 이슬람주의자 테러리스트들이 그로즈니 외곽의 검문소에서 그들을 제지하려고 하던 경찰관 3명을 쏘아죽였다. 이후 무장세력은 도시 중심에 위치한 "프레스 하우스"와 버려진 학교를 점령했다. 장갑차를 겸비한 보안군의 대테러작전을 시작하여 건물 급습을 시도하고 총격전이 계속되었다.
이 전투에서 경찰관 14명과 테러리스트 11명이 사망했다. 추가적으로 경찰관 36명이 부상을 입고 민간인 1명이 사망했다. 또한, 프레스 하우스에서는 큰 불이 일어나 건물이 거의 파괴되었다.
뉴욕 타임스와 워싱턴 포스트는 이 공격이 러시아의 대통령 블라디미르 푸틴이 국가 연간보고를 발표할 시점에 일어나는 등 공격 시점이 의도적이라고 주장했다.

## 맥락
현대에 이 충돌은 (최초의 봉기는 1785년 발생) 제1차 체첸 전쟁(1994년~1996년), 다게스탄 전쟁(1999년), 제2차 체첸 전쟁(1999년~2009년), 2002년 그로즈니 트럭 폭탄 테러, 북코카서스 반란(2009년~현재)로 이어지고 있다. 최근에 일어난 체첸-러시아의 사건으로는 2010년 체첸 공화국 의회 공격, 2014년 그로즈니 폭탄 테러가 있다.

## 반응
러시아 대통령인 블라디미르 푸틴은 연례 연설에서 "최근에 체첸에서 이 "반란군"들이 다시 보이기 시작했다. (...) 나는 현지의 법 집행 기관(경찰)이 그들에게 적절한 처벌을 내릴 것이라고 확신한다"라고 말했다. 체첸 공화국의 대통령인 람잔 카디로프는 "이 도둑들은 개처럼 죽을 것이다(a dog's death)"라고 말했다.
캅카스 센터(Kavkaz Center) 웹사이트에서는 이 공격을 주도한 아슬란 뷰투카예프 체첸 병사가 "이미 이 결과는 예상했던 것이었다. 알라는 우리 손으로 그들을 죽이게 했다"라고 말한 내용이 올라갔다.

## 같이 보기
- 스페츠나츠